# خالد قوبعة
خالد قوبعة (19 سبتمبر 1973- )، خبير عالمي في حوكمة الإنترنت، ومدير شؤون السياسات العامة في منطقة شمال أفريقيا لدى شركة فيسبوك.

## حياته

### النشأة والتعليم
وُلد خالد قوبعة في 19 سبتمبر 1973 بمدينة صفاقس التونسية وزاول دراسته الثانوية بها في معهد 9 أفريل ومن ثم انتقل إلى تونس العاصمة لمواصلة دراسته الجامعية.
التحق خالد قوبعة بالمدرسة العليا للتجارة بتونس حيث حصل على شهادة الأستاذية في إدارة الأعمال، كما تحصل على شهادة الماجستير في التجارة الإلكترونية من المدرسة العليا للتجارةالألكترونية بمنوبة.
تابع خالد قوبعة العديد من البرامج التعليمية كبرنامج حوكمة الإنترنت من معهد ديبلو فوندايشن و برنامج القيادة العامة من كلية كينيدي بجامعة هارفارد و برنامج الابتكار الراديكالي من معهد ماساتشوستس للتكنولوجيا.

### الحياة المهنية
قبل انضمامه إلى شركةغوغل سنة 2012، شغل لمدة أربع سنوات منصب مدير العلاقات الحكومية والسياسات في شمال إفريقيا، كما عمل بشكل أساسي كمستشار للعديد من الحكومات والمنظمات في العالم العربي وأفريقيا في ميدان التقنيات الحديثة ووسائل التواصل الاجتماعي.
و كان خالد قوبعة ناشطا في مجال حوكمة الإنترنت حيث أسس وترأس سنة 2006 الفرع التونسي لجمعية الإنترنت ومن ثم انضم سنة 2009 إلى مجلس إدارتها الدولي.
كما كان عضو في مجلس إدارة المركز الأفريقي لمعلومات الشبكة.
في سنة 2016، قامت لجنة الترشيح في شركة الإنترنت للأرقام والأسماء الممنوحة أو آيكان باختيار خالد قوبعة عضو في مجلس الإدارة وذلك لمدة ثلاث سنوات قابلة للتجديد.
في سنة 2019، أعلن خالد قوبعة انضمامه إلى شركة فيسبوك لإدارة شؤون السياسات العامة في منطقة شمال أفريقيا.
في 17 نوفمبر 2020، تم تعيينه من قبل أمين عام الأمم المتحدة كعضو ممثل للقطاع الخاص في المجموعة الإستشارية متعددة الأطراف لمنتدى حوكمة الإنترنت.
خالد قوبعة هو أيضا مؤسس ورئيس معهد العالم العربي للإنترنت ويملك مجموعة قوبعة للاستشارات المختصة في المجالات المعلوماتية.

## حياته الخاصة
خالد قوبعة متزوج و أب لطفلين.
تحظى الإنترنت بمكانة خاصة في حياة خالد قوبعة الشخصيّة حيث تعرف من خلالها على زوجته ورأى مولودته البكر لأوّل مرّة.